# Trichoncoides
Genre
Synonymes
- Paratrichoncus Miller, 1966
- Spaniophrys Denis, 1966

Trichoncoides est un genre d'araignées aranéomorphes de la famille des Linyphiidae.

## Distribution
Les espèces de ce genre se rencontrent en zone paléarctique.

## Liste des espèces
Selon World Spider Catalog (version 16.5, 4/12/2015) :
- Trichoncoides pilosus Denis, 1950
- Trichoncoides piscator (Simon, 1884)
- Trichoncoides striganovae Tanasevitch & Piterkina, 2012

## Publication originale
- Denis, 1950 : Araignées de France. III. Araignées de Camargue. Revue française d'entomologie, vol. 17, p. 62-78.